# Ministerstwo Gospodarki, Pracy i Polityki Społecznej
Ministerstwo Gospodarki, Pracy i Polityki Społecznej – polski zniesiony urząd administracji rządowej obsługujący ministra właściwego do spraw działu administracji rządowej: gospodarka, praca, rozwój regionalny, turystyka, zabezpieczenie społeczne.
Ministerstwo zostało utworzone rozporządzeniem Rady Ministrów z 7 stycznia 2003 r. (wchodzącym w życie dzień później z mocą obowiązującą następnego dnia). Zniesione zostało rozporządzeniem Rady Ministrów z 2 maja 2004 r., komórki organizacyjne włączono w nowe Ministerstwo Gospodarki i Pracy.

## Zakres działania ministra
Minister Gospodarki, Pracy i Polityki Społecznej kierował następującymi działami administracji rządowej:
- od 8 stycznia 2003 do 2 maja 2004[3]
  - gospodarka
  - praca
  - rozwój regionalny
  - turystyka
  - zabezpieczenie społeczne

## Dział gospodarka
Dział gospodarka obejmował sprawy w chwili zniesienia urzędu:
- funkcjonowania krajowych systemów energetycznych, z uwzględnieniem zasad racjonalnej gospodarki i potrzeb bezpieczeństwa energetycznego kraju
- działalności związanej z wykorzystaniem energii atomowej na potrzeby społeczno-gospodarcze kraju
- kontroli obrotu z zagranicą towarami i technologiami w związku z porozumieniami i zobowiązaniami międzynarodowymi
- ustalania taryf celnych, kontyngentów oraz wprowadzania zakazów przywozu i wywozu towarów i technologii
- nadzoru nad świadczeniem usług związanych z podpisem elektronicznym w rozumieniu przepisów o podpisie elektronicznym
- koordynacji uznawania kwalifikacji do podejmowania lub wykonywania działalności oraz podejmowania działań mających na celu udostępnianie informacji o uznawaniu tych kwalifikacji

## Dział praca
Dział praca obejmował sprawy w chwili zniesienia urzędu:
- zatrudnienia i przeciwdziałania bezrobociu
- stosunków pracy i warunków pracy
- wynagrodzeń i świadczeń pracowniczych
- zbiorowych stosunków pracy i sporów zbiorowych
- związków zawodowych i organizacji pracodawców

## Dział rozwój regionalny
Dział rozwój regionalny obejmował sprawy w chwili zniesienia urzędu:
- współpracy z organizacjami zrzeszającymi jednostki samorządu terytorialnego w zakresie spraw społeczno-gospodarczego rozwoju kraju
- współpracy z jednostkami samorządu terytorialnego w zakresie rozwoju regionalnego
- opracowywania projektów narodowej strategii rozwoju regionalnego
- opracowywania projektów i wykonywania programów wsparcia, o których mowa w ustawie z dnia 12 maja 2000 r. o zasadach wspierania rozwoju regionalnego (Dz. U. Nr 48, poz. 550, Nr 95, poz. 1041 i Nr 109, poz. 1158, z 2001 r. Nr 45, poz. 497, Nr 100, poz. 1085, Nr 111, poz. 1197 i Nr 154, poz. 1800, z 2002 r. Nr 25, poz. 253, Nr 66, poz. 596 i Nr 230, poz. 1921 oraz z 2003 r. Nr 84, poz. 774)
- kontraktów wojewódzkich zawieranych w trybie ustawy, o której mowa w pkt 4
- monitorowania i oceny przebiegów realizacji programu wsparcia i kontraktów wojewódzkich, o których mowa w pkt 4 i 5, oraz przedstawiania Radzie Ministrów analiz, sprawozdań i wniosków dotyczących wykonania programów wsparcia i kontraktów wojewódzkich
- koordynacji w zakresie programowania i wykorzystania funduszy strukturalnych oraz Funduszu Spójności
- opracowywania narodowego planu rozwoju będącego podstawą do zawarcia umowy pomiędzy Rządem Rzeczypospolitej Polskiej i Komisją Europejską, określającej wykorzystanie przez Polskę środków strukturalnych Unii Europejskiej

## Dział turystyka
Dział turystyka obejmował sprawy w chwili zniesienia urzędu:
- zagospodarowanie turystyczne kraju oraz mechanizm regulacji rynku turystycznego

## Dział zabezpieczenie społeczne
Dział zabezpieczenie społeczne obejmował sprawy w chwili zniesienia urzędu:
- ubezpieczeń społecznych i zaopatrzenia społecznego
- funduszy emerytalnych
- pomocy społecznej i świadczeń na rzecz rodziny
- świadczeń socjalnych, zatrudnienia, rehabilitacji społecznej i zawodowej osób niepełnosprawnych
- kombatantów i osób represjonowanych
- koordynacji systemów zabezpieczenia społecznego, z wyjątkiem rzeczowych świadczeń leczniczych
- działalności pożytku publicznego, w tym nadzoru nad prowadzeniem tej działalności przez organizacje pożytku publicznego, z wyłączeniem nadzoru nad działalnością w zakresie ratownictwa i ochrony ludności

## Struktura organizacyjna
W skład ministerstwa wchodził w chwili zniesienia urzędu Gabinet Polityczny Ministra oraz następujące komórki organizacyjne:
- Departament Administrowania Obrotem
- Departament Analiz i Prognoz Ekonomicznych
- Departament Bezpieczeństwa Energetycznego
- Departament Funduszy
- Departament Informatyki
- Departament Innowacyjności
- Departament Instrumentów Finansowych
- Departament Instrumentów Polityki Handlowej
- Departament Inwestycji Zagranicznych i Promocji Eksportu
- Departament Konkurencyjności Gospodarki
- Departament Kontroli Eksportu
- Departament Koordynacji Funduszu Spójności
- Departament Koordynacji Polityki Strukturalnej
- Departament Koordynacji Systemów Zabezpieczenia Społecznego
- Departament Międzynarodowej Współpracy Dwustronnej
- Departament Partnerstwa Społecznego
- Departament Polityki Przemysłowej
- Departament Polityki Regionalnej
- Departament Pomocy Społecznej
- Departament Pożytku Publicznego
- Departament Prawa Pracy
- Departament Programów Offsetowych
- Departament Regulacji Wewnętrznego Obrotu Gospodarczego
- Departament Rozwoju Przedsiębiorczości
- Departament Rynku Pracy
- Departament Spraw Obronnych
- Departament Stosunków Europejskich i Wielostronnych
- Departament Świadczeń Rodzinnych
- Departament Turystyki
- Departament Ubezpieczeń Społecznych
- Departament Unii Europejskiej
- Departament Warunków Pracy
- Departament Wdrażania Europejskiego Funduszu Społecznego
- Departament Wdrażania Programów Rozwoju Regionalnego
- Departament Wynagrodzeń
- Departament Zarządzania Europejskim Funduszem Społecznym
- Departament Zarządzania Programem Wzrostu Konkurencyjności Gospodarki
- Biuro Pełnomocnika Rządu do Spraw Osób Niepełnosprawnych
- Biuro Administracyjno-Budżetowe
- Biuro Dyrektora Generalnego
- Biuro Instytucji Dialogu Społecznego
- Biuro Kadr i Szkolenia
- Biuro Kontroli Resortowej
- Biuro Oceny Legalności Decyzji Nacjonalizacyjnych
- Biuro Ochrony Informacji Niejawnych
- Biuro Prawne
- Sekretariat Ministra
- Stanowisko do Spraw Audytu Wewnętrznego
- Stanowisko do Spraw Komunikacji Społecznej

Organy nadzorowane przez ministra:
- Prezes Głównego Urzędu Miar
- Prezes Urzędu Regulacji Energetyki
- Urząd Patentowy Rzeczypospolitej Polskiej
- Prezes Urzędu do Spraw Kombatantów i Osób Represjonowanych

Organy podlegające ministrowi:
- Urząd Dozoru Technicznego
- Agencja Rezerw Materiałowych
- Polska Agencja Rozwoju Przedsiębiorczości
- Zakład Ubezpieczeń Społecznych

Jednostki organizacyjne podległe ministrowi lub nadzorowane:
- Agencja Rezerw Materiałowych
- Beskidzki Instytut Tekstylny w Bielsku-Białej
- Branżowy Ośrodek Badawczo-Rozwojowy Maszyn Elektrycznych KOMEL w Katowicach
- Centralne Laboratorium Akumulatorów i Ogniw w Poznaniu
- Centralne Laboratorium Naftowe w Warszawie
- Centralne Laboratorium Ochrony Radiologicznej w Warszawie
- Centralne Laboratorium Przemysłu Obuwniczego w Krakowie
- Centralny Instytut Ochrony Pracy – Państwowy Instytut Badawczy
- Centralny Ośrodek Badawczo-Rozwojowy Maszyn Włókienniczych POLMATEX-CENARO w Łodzi
- Centralny Ośrodek Badawczo-Rozwojowy Opakowań w Warszawie
- Centralny Ośrodek Badawczo-Rozwojowy Przemysłu Izolacji Budowlanej w Katowicach
- Centralny Ośrodek Chłodnictwa COCH w Krakowie
- Centrum Badań i Promocji Biznesu EKORNO w Łodzi (w likwidacji)
- Centrum Badawczo-Konstrukcyjne Obrabiarek w Pruszkowie
- Centrum Badawczo-Rozwojowe Rehabilitacji Osób Niepełnosprawnych
- Centrum Doskonalenia Kadr Specjalistycznych Ministerstwa Gospodarki, Pracy i Polityki Społecznej w Chorzowie-Batorym
- Centrum Elektryfikacji i Automatyzacji Górnictwa EMAG w Katowicach
- Centrum Mechanizacji Górnictwa KOMAG w Gliwicach
- Centrum Partnerstwa Społecznego „Dialog” im. A. Bączkowskiego
- Centrum Techniki Morskiej – Ośrodek Badawczo-Rozwojowy w Gdyni
- Główna Biblioteka Pracy i Zabezpieczenia Społecznego
- Główny Instytut Górnictwa w Katowicach
- Instytut Architektury Tekstyliów w Łodzi
- Instytut Automatyki Systemów Energetycznych we Wrocławiu
- Instytut Barwników i Produktów Organicznych w Zgierzu
- Instytut Biotechnologii i Antybiotyków w Warszawie
- Instytut Celulozowo-Papierniczy w Łodzi
- Instytut Chemicznej Przeróbki Węgla w Zabrzu
- Instytut Chemii i Techniki Jądrowej w Warszawie
- Instytut Chemii Nieorganicznej w Gliwicach
- Instytut Chemii Przemysłowej im. Prof. I. Mościckiego w Warszawie
- Instytut Ciężkiej Syntezy Organicznej „Blachownia” w Kędzierzynie-Koźlu
- Instytut Elektrotechniki w Warszawie
- Instytut Energetyki w Warszawie
- Instytut Energii Atomowej w Otwocku-Świerku
- Instytut Farmaceutyczny w Warszawie
- Instytut Fizyki Jądrowej im. H. Niewodniczańskiego w Krakowie
- Instytut Fizyki Plazmy i Laserowej Mikrosyntezy im. S. Kaliskiego w Warszawie
- Instytut Górnictwa Naftowego i Gazownictwa w Krakowie
- Instytut Górnictwa Odkrywkowego POLTEGOR-INSTYTUT we Wrocławiu
- Instytut Inżynierii MateriaΠów Włókienniczych w Łodzi
- Instytut Komputerowych Systemów Automatyki i Pomiarów we Wrocławiu
- Instytut Koniunktur i Cen Handlu Zagranicznego w Warszawie
- Instytut Logistyki i Magazynowania w Poznaniu
- Instytut Lotnictwa w Warszawie
- Instytut Maszyn Matematycznych w Warszawie
- Instytut Materiałów Ogniotrwałych w Gliwicach
- Instytut Mechaniki Precyzyjnej w Warszawie;
- Instytut Mechanizacji Budownictwa i Górnictwa Skalnego w Warszawie
- Instytut Metali Nieżelaznych w Gliwicach
- Instytut Metalurgii Żelaza im. St. Staszica w Gliwicach
- Instytut Mineralnych MateriaΠów Budowlanych w Opolu
- Instytut Nawozów Sztucznych w Puławach
- Instytut Obróbki Plastycznej w Poznaniu
- Instytut Obróbki Skrawaniem w Krakowie
- Instytut Odlewnictwa w Krakowie
- Instytut Optyki Stosowanej w Warszawie
- Instytut Organizacji i Zarządzania w Przemyśle ORGMASZ w Warszawie
- Instytut Pojazdów Szynowych TABOR w Poznaniu
- Instytut Pracy i Spraw Socjalnych
- Instytut Problemów Jądrowych im. A. Sołtana w Otwocku-Świerku
- Instytut Przemysłu Gumowego STOMIL w Piastowie
- Instytut Przemysłu Organicznego w Warszawie
- Instytut Przemysłu Skórzanego w Łodzi
- Instytut Przemysłu Tworzyw i Farb w Gliwicach (w likwidacji)
- Instytut Przetwórstwa Tworzyw Sztucznych METACHEM w Toruniu
- Instytut Rozwoju Służb Społecznych
- Instytut Rynku Wewnętrznego i Konsumpcji w Warszawie
- Instytut Spawalnictwa w Gliwicach
- Instytut Systemów Sterowania w Chorzowie
- Instytut Szkła i Ceramiki w Warszawie
- Instytut Techniki i Technologii Dziewiarskiej TRICOTEXTIL w Łodzi
- Instytut Techniki Cieplnej w Łodzi
- Instytut Techniki Grzewczej i Sanitarnej w Radomiu
- Instytut Techniki i Aparatury Medycznej ITAM w Zabrzu
- Instytut Technologii Drewna w Poznaniu
- Instytut Technologii Eksploatacji w Radomiu
- Instytut Technologii Elektronowej w Warszawie
- Instytut Technologii MateriaΠów Elektronicznych w Warszawie
- Instytut Technologii Nafty im. Prof. St. Piłata w Krakowie
- Instytut Tele- i Radiotechniczny w Warszawie
- Instytut Turystyki w Warszawie
- Instytut Włókien Chemicznych w Łodzi
- Instytut Włókien Naturalnych w Poznaniu
- Instytut Włókiennictwa w Łodzi
- Instytut Wzornictwa Przemysłowego w Warszawie
- Krajowe Biuro Funduszu Gwarantowanych Świadczeń Pracowniczych
- Ochotnicze Hufce Pracy
- Ośrodek Badawczo-Konstrukcyjny KOPROTECH w Warszawie
- Ośrodek Badawczo-Rozwojowy Aparatury Manewrowej ORAM w Łodzi
- Ośrodek Badawczo-Rozwojowy Automatyki i Urządzeń Precyzyjnych w Łodzi
- Ośrodek Badawczo-Rozwojowy Budownictwa Górniczego „Budokop” w Mysłowicach
- Ośrodek Badawczo-Rozwojowy Budownictwa Węglowego w Katowicach
- Ośrodek Badawczo-Rozwojowy Budowy Urządzeń Chemicznych CEBEA w Krakowie
- Ośrodek Badawczo-Rozwojowy Dźwignic i Urządzeń Transportowych „Detrans” w Bytomiu
- Ośrodek Badawczo-Rozwojowy Elementów i Układów Pneumatyki w Kielcach
- Ośrodek Badawczo-Rozwojowy ERG w Jaśle
- Ośrodek Badawczo-Rozwojowy Gospodarki Energetycznej w Katowicach
- Ośrodek Badawczo-Rozwojowy Gospodarki Remontowej Energetyki we Wrocławiu
- Ośrodek Badawczo-Rozwojowy Górnictwa Surowców Chemicznych CHEMKOP w Krakowie
- Ośrodek Badawczo-Rozwojowy Izotopów POLATOM w Otwocku-Świerku
- Ośrodek Badawczo-Rozwojowy Kauczuków i Tworzyw Winylowych w Oświęcimiu
- Ośrodek Badawczo-Rozwojowy Maszyn Przędzalnictwa WeΠny BELMATEX w Bielsku-Białej
- Ośrodek Badawczo-Rozwojowy Maszyn Ziemnych i Transportowych w Stalowej Woli (w likwidacji)
- Ośrodek Badawczo-Rozwojowy Mechanizacji Pakowania EMPAK w Krakowie
- Ośrodek Badawczo-Rozwojowy Metrologii Elektrycznej METROL w Zielonej Górze
- Ośrodek Badawczo-Rozwojowy Motoreduktorów i Reduktorów REDOR w Bielsku-Białej
- Ośrodek Badawczo-Rozwojowy Podstaw Technologii i Konstrukcji Maszyn TEKOMA w Warszawie
- Ośrodek Badawczo-Rozwojowy PREDOM-OBR w Warszawie
- Ośrodek Badawczo-Rozwojowy Przemysłu Oponiarskiego STOMIL w Poznaniu
- Ośrodek Badawczo-Rozwojowy Przemysłu Płyt Drewnopochodnych w Czarnej Wodzie
- Ośrodek Badawczo-Rozwojowy Przemysłu Rafineryjnego w Płocku
- Ośrodek Badawczo-Rozwojowy Przemysłu Siarkowego SIARKOPOL w Tarnobrzegu
- Ośrodek Badawczo-Rozwojowy Przemysłu Urządzeń Klimatyzacyjno-Wentylacyjnych i Odpylających „Barowent” w Katowicach
- Ośrodek Badawczo-Rozwojowy Samochodów Małolitrażowych BOSMAL w Bielsku-Białej
- Ośrodek Badawczo-Rozwojowy SKARŻYSKO w Skarżysku-Kamiennej
- Ośrodek Badawczo-Rozwojowy Sprzętu Mechanicznego w Tarnowie
- Ośrodek Badawczo-Rozwojowy Środków Organizacyjno-Technicznych PREBOT w Radomiu
- Ośrodek Badawczo-Rozwojowy Urządzeń Mechanicznych OBRUM w Gliwicach
- Ośrodek Badawczo-Rozwojowy Urządzeń Sterowania Napędów w Toruniu
- Ośrodek Centralnego Szkolenia Maszynistów w Mińsku Mazowieckim
- Ośrodek Centralnego Szkolenia Maszynistów w Radomiu
- Ośrodek Centralnego Szkolenia Maszynistów we Włocławku
- Ośrodek Centralnego Szkolenia Maszynistów we Wrocławiu
- Ośrodek Doskonalenia Kadr Ministerstwa Gospodarki, Pracy i Polityki Społecznej w Kępnie
- Ośrodek Doskonalenia Kadr Ministerstwa Gospodarki, Pracy i Polityki Społecznej w Mysłowicach
- Ośrodek Studiów Wschodnich
- Państwowy Fundusz Rehabilitacji Osób Niepełnosprawnych
- Placówki ekonomiczno-handlowe za granicą
- Polska Agencja Rozwoju Przedsiębiorczości
- Polska Organizacja Turystyczna
- Polskie Centrum Akredytacji
- Przemysłowy Instytut Automatyki i Pomiarów PIAP w Warszawie
- Przemysłowy Instytut Elektroniki w Warszawie
- Przemysłowy Instytut Maszyn Budowlanych w Kobyłce
- Przemysłowy Instytut Maszyn Rolniczych w Poznaniu
- Przemysłowy Instytut Motoryzacji w Warszawie
- Przemysłowy Instytut Telekomunikacji w Warszawie
- Urząd Dozoru Technicznego
- Zakład Unieszkodliwiania Odpadów Promieniotwórczych w Otwocku-Świerku
- Zakład Wydawniczo-Poligraficzny Ministerstwa Gospodarki, Pracy i Polityki Społecznej

## III Rzeczpospolita(2003–2004)

### Minister Gospodarki, Pracy i Polityki Społecznej Polskiej

Herb Polski

| Lp. | Zdjęcie | Imię i nazwisko (partia polityczna) | Objęcie urzędu | Złożenie urzędu | Długość urzędowania | Rząd                |
| --- | ------- | ----------------------------------- | -------------- | --------------- | ------------------- | ------------------- |
| 1.  |         | Jerzy Hausner (SLD) (ur. 1949)      | 7 I 2003       | 2 V 2004        | 481 dni             | rząd Leszka Millera |